# Жирар Руссильонский
Жира́р Руссильо́нский (фр. Gérard de Roussillon или Girart de Roussillon) — эпос с одноименным героем, входящий в Каролингский цикл, но связанный первоначально не с Карлом Великим, а с Карлом Мартеллом (начиная с XII века обработчики заменили Карла Мартелла на Карла Великого в целях циклизации).
В исторической основе эпоса слиты предания о борьбе Карла Мартелла с бургундами и более поздняя история борьбы Карла Лысого с графом Жераром, защитником юного Карла Прованского и позднейшим основателем Везелейского аббатства.
Выбор и в особенности разработка сюжета — образ алчного, упрямого и мстительного короля, доводящего вассала до открытого возмущения своими притеснениями, — указывают на отражение в Жераре Руссильонском враждебных королевской власти настроений крупных феодалов.
Отдельные части — чудесное обращение Жирара и его благочестивая деятельность после покаяния — свидетельствуют о влиянии на сюжет пересказчиков-церковников. В сюжете о Жираре Руссильонском много элементов, являющихся достоянием международного былинного и сказочного эпоса: обмен короля и вассала невестами, жизнь в лесу изгнанного королём графа-угольщика и т. п.
Жирар Руссильонский представлен в следующих обработках:
- латинская «Vita nobilissimi comitis Girardi de Rossillon» (начало XII века), предположительно опирающаяся на более старый эпос
- стихотворная (написанная десятисложником с цезурой после шестого слога) chanson de geste XII века, сохранившаяся в трёх вариантах: один на французском, другой на провансальском языке, а язык третьего представляет интересное смешение провансальских и бургундских черт (показатель перехода эпоса в Прованс)
- позднейшая переработка эпоса и «жития» в сильно пропитанную дидактическими элементами написанную александрийским двенадцатисложником «историю» XIV века
- прозаический пересказ Жана Вокелина XV века.

Фигурирует также в нескольких поэмах о Рено де Монтобане как один из сыновей Доона де Майанса.

## Chanson de geste
Первоначальный вариант, вероятно, рассказывал о битве при Вальбетоне (стихи 2365—3342 современного текста), а на рубеже XI и XII веков к нему была добавлена достаточно большая часть о скитаниях Жирара в изгнании. Затем всё это было переписано заново, с более подробной разработкой основных эпизодов сюжета.

### Содержание
Жирар Руссильонский враждует с Карлом Великим из-за того, что император отнял у него невесту, Элиссенту. Война длится долго и проходит с переменным успехом. Жирар сопротивляется ожесточённо (например, сжигает монастырь вместе с обитателями), но императорская армия постепенно всё более теснит его войска, и в результате он лишается и армии, и всех своих земель. Он вынужден уйти в изгнание вместе со своей женой Бертой. Они проводят двадцать лет в Арденнах, где Жирар нанимается работать простым угольщиком. Затем благодаря вмешательству королевы, враги примиряются. Жирар признает свою вассальную зависимость от императора. В ознаменование этого примирения в Везле закладывается аббатство Марии Магдалины.

## Издания
- Gérard de Roussillon, chanson de geste ancienne. Publiée en provençal et en français d’après les manuscrits de Paris et de Londres par Francisque-Michel. Paris, 1856.
- Mahn C.A.F. Die epische Poesie der Provenzalen. Erster Band: Girartz de Rossieh. Berlin, 1883.
- Foerster W. Der Oxforder Girart.— Romanische Studien, t. V (1880), S. 1-102.
- Stuerzinger J. Der Londoner Girart.— Romanische Studien, t. V (1880), S. 103—282.
- Girart de Roussillon, chanson de geste publiée par W.M.Hackett. Paris, 1953—1955, 3 vol. (SATF).